# Nonouti
Nonouti  je naseljeni koraljni otok u sastavu Kiribata.

## Zemljopis
Nalazi se u grupaciji Gilbertovih otoka, 38 km sjeverozapadno od Tabiteuea.

## Stanovništvo
Prema popisu stanovništva iz 2005. godine, na otoku je živjelo 3179 osoba (1622 muškarac i 1557 žena) u 9 naselja: Abamakoro (210), Benuaroa (162), Teuabu (304), Temanoku (289), Rotuma (625), Autukia (163), Matang (548), Taboiaki (668) i Temotu (210).
| broj stanovnika | 2930  | 2814  | 3042  | 3176  | 3179  |
|                 | 1985. | 1990. | 1995. | 2000. | 2005. |

## Vanjske poveznice
|  | Zajednički poslužitelj ima još gradiva o temi Nonouti |